# ساتورو هایاشی
ساتورو هایاشی (انگلیسی: Satoru Hayashi؛ زادهٔ ۱۳ ژوئن ۱۹۸۸) بازیکن فوتبال اهل ژاپن است.